# Martim Mendes de Vasconcelos

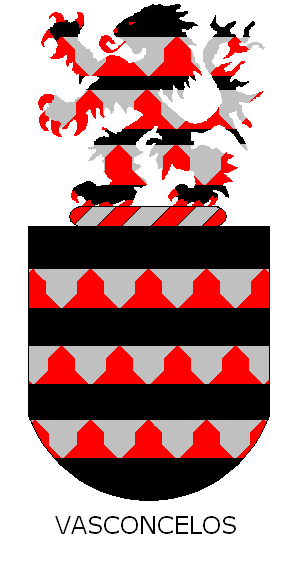
Brasão com as Armas da família Vasconcelos.

Martim Mendes de Vasconcelos (1330 -) foi um nobre e Cavaleiro medieval do Reino de Portugal. Foi comendador de Longroiva, freguesia do concelho de Meda,  e de Celorico da Beira, e senhor do Morgado da Fonte Boa. Foi o 2.º padroeiro do Mosteiro de São Miguel de Lazarim.

## Relações familiares
Foi filho de Mem Rodrigues de Vasconcelos (1275 -?), senhor da Torre de Vasconcelos e de Constança Afonso de Brito (1280 -?), filha de Afonso Anes de Brito e de Ausenda de Oliveira.
Casou com Inês Martins de Alvarenga (1340 -?) filha de Martim Pires de Alvarenga (1270 -?) e de Inês Pais de Valadares (1300 -?), de quem teve:
1. João Mendes de Vasconcelos (1380 -?), senhor da honra de Alvarenga casado com D. Isabel Pereira,
2. Martim Mendes de Vasconcelos, o Moço (1390 -?) casou com Helena Gonçalves da Câmara, filha de João Gonçalves Zarco, 1º donatário do Funchal.
3. Gomes Martins de Alvarenga casou com Catarina Teixeira,
4. Mem Rodrigues de Vasconcelos casou com Catarina Furtado Mendonça,
5. Gonçalo Mendes de Vasconcelos, "o Moço" (1360 -?) casou com Maria Anes de Balazães.

## Biliografia
- Eugénio de Castro, Os Meus Vasconcelos,  Coimbra Editora, 1ª Edição, Coimbra, 1933. pg. 13.
- Manuel José da Costa Felgueiras Gayo, Nobiliário das Famílias de Portugal,  Carvalhos de Basto, 2ª Edição, Braga, 1989. vol. X-pg. 70 (Vasconcelos).